# Борис Лятошинський (монета)
«Бори́с Лятоши́нський» — ювілейна монета номіналом 2 гривні, випущена Національним банком України. Присвячена 110-річчю від дня народження українського композитора, диригента Бориса Лятошинського, який мав винятковий педагогічний хист і створив власну композиторську школу. Його учнями були такі композитори, як Л. Грабовський, І. Карабиць, В. Сильвестров, Є. Станкович, І. Шамо, музикознавець І. Белза. Творчість Бориса Лятошинського охоплює різні жанри. Йому належать дві опери, п'ять симфоній, камерна музика, романси, фортепіанні мініатюри тощо.
Монету введено в обіг 5 січня 2005 року. Вона належить до серії «Видатні особистості України».

## Опис та характеристики монети
| Номінал грн. | Метал      | Маса, грам | Діаметр, мм. | Якість виготовлення | Гурт     | Тираж, штук |
| ------------ | ---------- | ---------- | ------------ | ------------------- | -------- | ----------- |
| 2            | нейзильбер | 12,8       | 31,0         | анциркулейтед       | рифлений | 20 000      |

### Аверс
На аверсі монети вгорі півколом розміщено напис «УКРАЇНА», під ним — малий Державний Герб України, на тлі нотних рядків зображено скрипковий ключ в обрамленні орнаменту, створеного за мотивами народних розписів, над нотними рядками — номінал «2 ГРИВНІ», унизу — логотип Монетного двору Національного банку України та рік карбування монети «2005».

### Реверс
На реверсі монети розміщено портрет Лятошинського і півколом написи «БОРИС ЛЯТОШИНСЬКИЙ 1895—1968».

## Автори

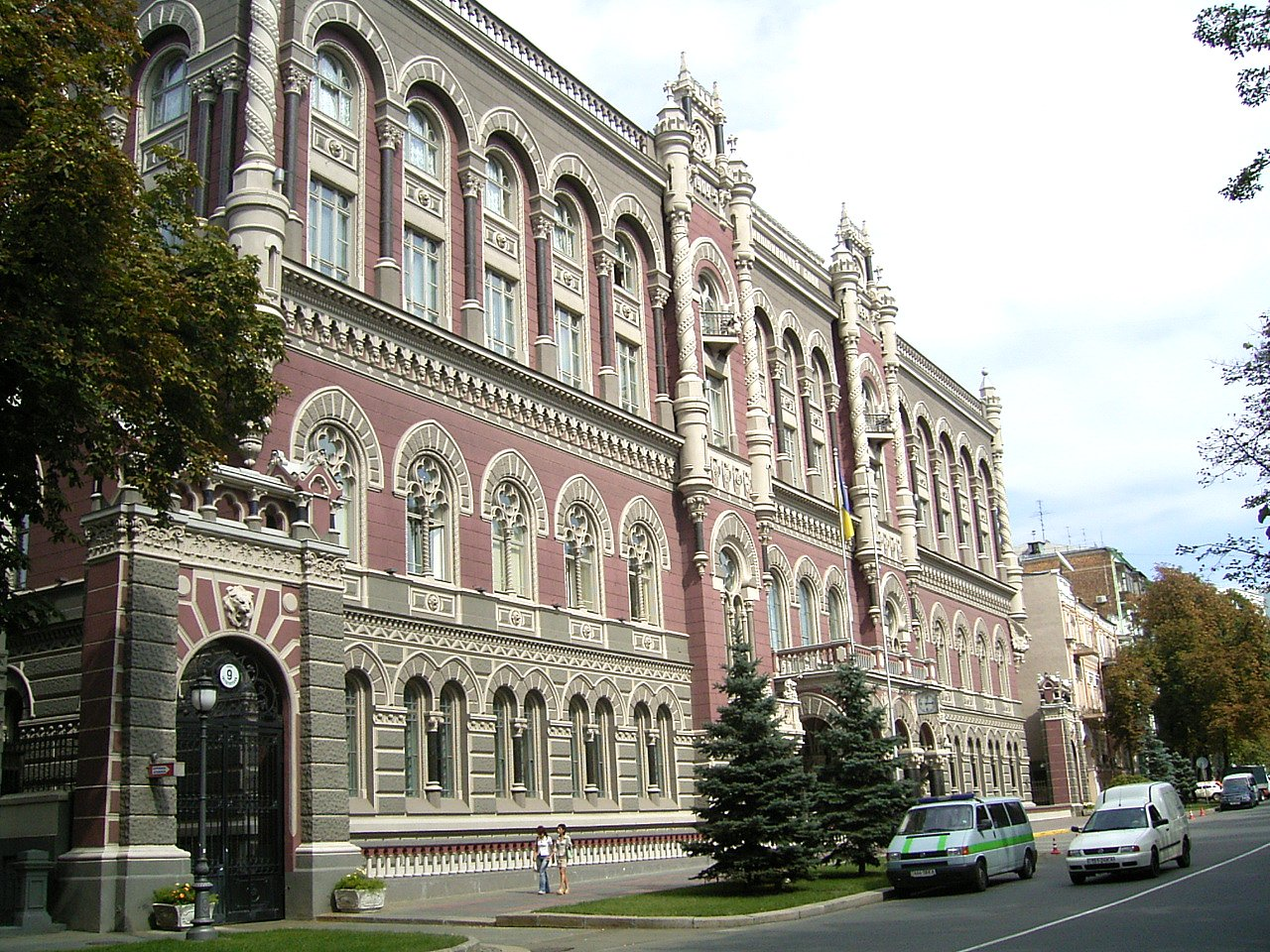
Будівля Національного банку України

- Художники: Дерегус-Лоренс Наталія, Дерегус Марина (аверс)[1]; Груденко Борис (реверс).
- Скульптори: Дем'яненко Володимир, Іваненко Святослав.

## Вартість монети
Ціна монети — 15 гривень, була зазначена на сайті Національного банку України 2011 року.
Фактична приблизна вартість монети з роками змінювалася так:
| Рік        | 2010 | 2011 | 2012 | 2013 | 2014 | 2015 | 2016 | 2017 | 2018 | 2019 | 2020 | 2021 | 2022 | 2023 | 2024 | 2025 |
| ---------- | ---- | ---- | ---- | ---- | ---- | ---- | ---- | ---- | ---- | ---- | ---- | ---- | ---- | ---- | ---- | ---- |
| Ціна, грн. | 35   | 35   | 35   | 35   | 50   | 70   | 125  | 240  | 225  | 215  | 220  | 210  | 220  | 280  | 440  | 570  |